# 浜田観

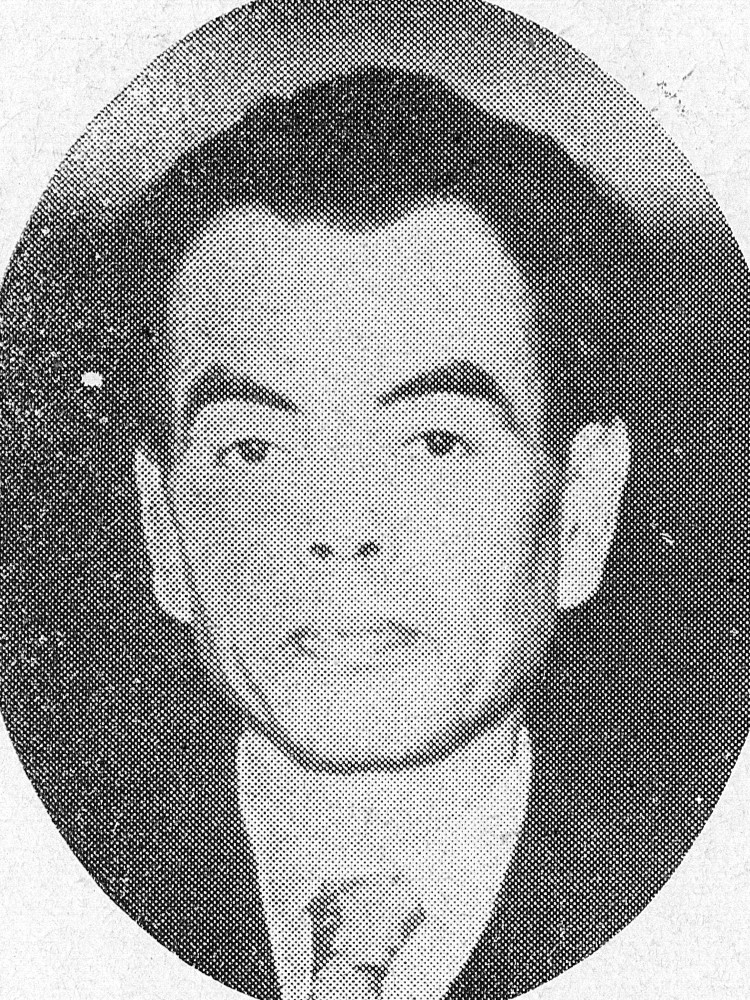
浜田観

浜田 観（はまだ かん、旧字体：濱田 觀、1898年（明治31年）2月20日 - 1985年（昭和60年）10月6日）は、日本画家、日本芸術院会員。本名は浜田 仙太郎（はまだ せんたろう）。
兵庫県（現在の姫路市手柄）生まれ。京都絵画専門学校卒。金島桂華の紹介で竹内栖鳳に師事。在学中に帝展入選。戦後は日展に出品。1965年（昭和41年）日本芸術院賞受賞。1984年（昭和59年）芸術院会員。勲四等旭日小綬章、紺綬褒章受章。日展顧問。花鳥画を得意とした。日本画家浜田昇児は子。